# Jean-Marie Ritay
Jean-Marie Ritay (Portet-sur-Garonne, 25 oktober 1761 - aldaar, 12 april 1819) was een Frans militair, actief tijdens de revolutionaire en napoleontische oorlogen. Op 28 maart 1814 onderscheidde Ritay zich door de kabels van de overzet over de Garonne door te snijden en zo te verhinderen dat het Britse leger van Arthur Wellesley, hertog van Wellington, de rivier overstak.

## Levensloop
Ritay werd geboren in Portet nabij Toulouse en was van eenvoudige komaf. Op twintigjarige leeftijd nam hij dienst in het regiment van Piëmont. In 1782-1783 streed hij tegen de Britten in het leger van  de graaf van Rochambeau tijdens de Amerikaanse Onafhankelijkheidsoorlog. Ritay maakte carrière tijdens de revolutionaire oorlogen. Hij werd bevorderd tot luitenant in 1792 en tot kolonel in 1799. In 1805 was hij actief in de veldslagen bij Austerlitz en bij Ulm en werd hij bevorderd tot brigadegeneraal. In 1807 was hij gouverneur van de steden München, Würzburg en Dantzig. Het jaar erop kreeg hij van Napoleon de titel van baron.
Verzwakt door verschillende opgelopen verwondingen werd hij teruggestuurd naar Frankrijk. Hij was achtereenvolgens militair commandant van de departementen Hautes-Pyrénées en Pyrénées-Orientales. Op 19 oktober 1808 werd hij op eigen verzoek op pensioen gesteld. Hij trok zich terug in zijn geboorteplaats Portet, waar hij het Château de Creuse kocht en in 1810 huwde.

### Strijd aan de Garonne

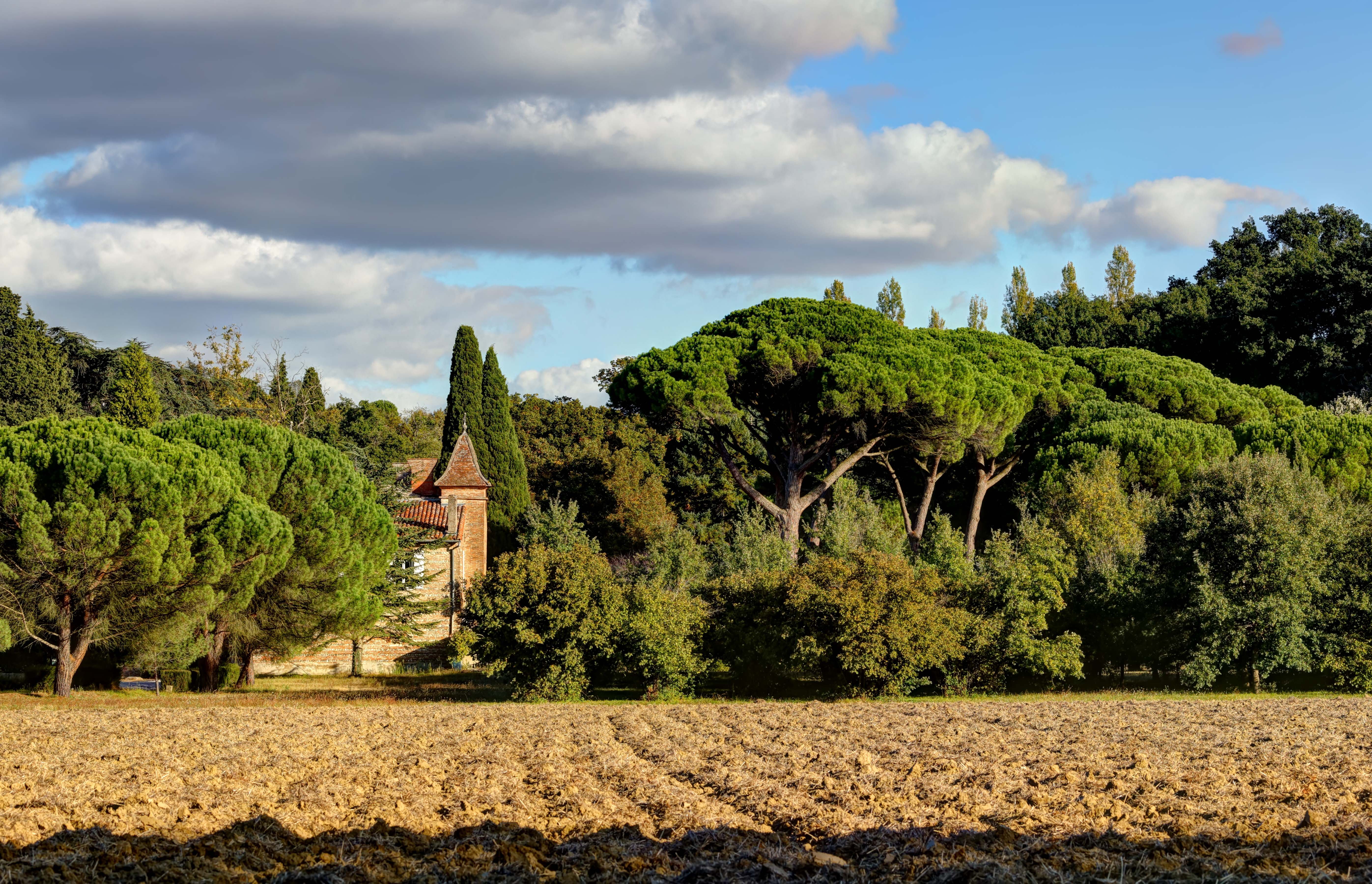
Château de Creuse op de rechteroever van de Garonne

In de eindfase van de Zesde Coalitieoorlog rukte het leger van de hertog van Wellington, Britten, Spanjaarden en Portugezen, vanuit Spanje op naar Toulouse. Hij achtervolgde het Franse leger van maarschalk Soult. Door de Garonne over te steken wilde hij verhinderen dat het leger van Soult zich verenigde met dit van maarschalk Suchet. De Britten herstelden de kabel van de pont over de Garonne bij Portet en bereidden een pontonbrug voor om het leger te laten oversteken. Ritay werd gewaarschuwd door een boer. Hij stuurde een boodschapper naar het Franse leger en spoedde zich met twee helpers naar de Garonne. Terwijl een van hen met een bijl de kabel en paal waaraan die bevestigd was te lijf ging, openden de andere twee geweervuur om de troepen aan de overkant op afstand te houden. De Britten geloofden dat de oever werd bewaakt door het Franse leger en trokken zich terug. 's Anderendaags was maarschalk Soult in Portet en op het kasteel van Ritay. 
Door zijn actie liepen de manoeuvres van het leger van de hertog van Wellington enkele dagen vertraging op. Op 10 april 1814 kwam het toch tot een veldslag bij Toulouse. Op dat moment had Napoleon al troonsafstand gedaan, maar dat nieuws had het zuidwesten van Frankrijk toen nog niet bereikt.

### Later leven
Na de Restauratie verloor Ritay zijn jaarlijkse dotatie van 10.000 francs die hem in 1808 was toegekend. Wegens zijn militaire verdiensten kreeg hij van koning Lodewijk XVIII wel de honoraire rang van maréchal de camp (equivalent van brigadegeneraal). In 1818 werd hij burgemeester van Portet. Het jaar erop stierf hij op 58-jarige leeftijd en werd begraven op de gemeentelijke begraafplaats van Portet-sur-Garonne.